# Pokolj u Novom Selu Glinskom 16. listopada 1991.
Pokolj u Novom Selu Glinskom 16. prosinca 1991. godine bio je ratni zločin kojeg su počinile srpske postrojbe za vrijeme Domovinskog rata.
U ovom ratnom zločinu srpske su paravojne postrojbe ubile 33 hrvatske osobe u Novom Selu Glinskom kod Gline, među njima i jednu djevojčicu.
Počinitelji su bili članovi izviđačko-diverzantske postrojbe, a sumnja se ponajviše na velikosrpsku paravojnu skupinu "IDG Jose Kovačevića".

## Posljedice
Nakon ovih zločina, u dolini rijeke Maje, u kojoj se nalazi pet sela, koja su većinski hrvatska (Dolnjaci, Joševica, Maja, Prijeka i Svračica) su iselili svi Hrvati, čime su velikosrbi uspjeli u nakani da od Hrvata etnički očiste područje od Gline do Dvora na Uni. Osim Majskog bazena, uspjeh u etničkom čišćenju, kojim su uklonili sve Hrvate, postigli su u 27 sela koja se nalaze sjeverno od Gline (Bišćanovo, Donja Bućica, Gornja Bućica, Desni Degoj, Dvorišće, Ilovačak, Gračanica, Hađer, Donje Jame, Gornje Jame, Jukinac, Kihalac, Novo Selo Glinsko, Marinbrod, Prekopa, Selkovac Donji, Selkovac Gornji, Slatina Pokupska, Velika Solina, Mala Solina, Stankovac, Šatornja, Gornje Taborište, Donje Taborište, Donji Viduševac, Gornji Viduševac, Zaloj). U rečenim selima su Hrvati bili jedini stanovnici. Sva navedena područja su upravno pripadala gradu Glini. Tako je kao posljedica fizičke likvidacije i zastrašivanja nakon što su velikosrbi okupirali ta područja, opustjelo cijelo područje, odnosno nestalo je 7 tisuća dotadašnjih stanovnika, isključivo Hrvata. Time je bio etnički očišćen cijeli prostor od Kupe na sjeveru do Dvora na Uni na jugoistoku, a za jedine stanovnike je imao Srbe.

## Medijsko pokriće
15 godina poslije, 21. prosinca 2006. godine, u emisiji "Istraga" Nov@ TV prikazana je rekonstrukcija ovog pokolja.

## Vanjske poveznice
- Domovinski rat On Line![neaktivna poveznica] Novo Selo Glinsko, imena žrtava
- Novo Selo Glinsko na fallingrain.com